# 해조류연구센터
해조류연구센터(海藻類硏究센터)는 해조류에 관한 시험조사 및 연구를 분장하는 남해수산연구소의 소속기관이다. 2015년 10월 !6일 발족하였으며, 전라남도 해남군 화원면 시아로 615에 위치하고 있다. 센터장은 해양수산연구관 또는 환경연구관으로 보한다.

## 연혁
- 1995년 4월 12일: 남해수산연구소의 소속기관으로 목포분소 설치.
- 2004년 2월 2일: 해조류연구센터로 개편.
- 2009년 4월 30일: 국립수산과학원 직속 해조류바이오연구소로 개편.
- 2010년 2월 26일: 남서해수산연구소 소속으로 변경.
- 2015년 10월 16일: 남해수산연구소 소속 해조류연구센터로 개편.
- 2018년 5월 1일: 해남군으로 청사 이전.